# Byron (Nowy Jork)
Byron – miasto w Stanach Zjednoczonych, w stanie Nowy Jork, w hrabstwie Genesee.